# 茅岩河镇
温塘镇，是中华人民共和国湖南省张家界市永定区下辖的一个乡镇级行政单位。

## 行政区划
温塘镇下辖以下地区：
温塘社区、茅岗村、仙街河村、鱼潭村、田湾村、黑潭村和哈溪村。